# Музей Питт-Риверса
Музей Питт-Риверса — музей Оксфордского университета, посвящённый этнографии и археологии. По состоянию на начало XXI века количество экспонатов в музее превысило 500 тысяч. Его называют одним из «шести великих этнологических музеев мира».
В 1884 году исследователь Огастес Питт-Риверс преподнёс Оксфордскому университету свою коллекцию оружия и других редких вещей, которая насчитывала около 26 тысяч экспонатов. Условием дарения было создание в университете кафедры антропологии.
Музей занимает восточную пристройку Музея естественной истории, которая была возведена в 1885—1886 годах по проекту Томаса Ньюэнхэма Дина, который несколькими годами ранее был одним из архитекторов Музея естественной истории. Постройка здания для размещения коллекции, которое не будет использоваться ни для каких других целей — было вторым условием дарственного договора.
Вход в музей Питт-Риверса осуществляется через Музей естественной истории.
Коллекция музея организована типологически, в зависимости от того, как предметы использовались, а не по их возрасту или происхождению. Эта топологическая схема основана на идеях Питт-Риверса, который намеревался в своей коллекции показать прогресс в дизайне и эволюцию человеческой культуры от простого к сложному. Хотя этот эволюционный подход к материальной культуре больше не соответствует современной парадигме экспонирования археологических и антропологических объектов, музей в целом сохранил первоначальную типологическую организацию, поскольку дарственный договор предусматривал, что любые изменения в экспозициях «не должны влиять на общий принцип, сформулированный Огастесом Генри Лейном Фоксом Питтом Риверсом».
Самый большой объект, выставленный в музее — тотемный столб с острова Грейам высотой 11,36 метра. Столб был куплен Тайлором и перевезён в музей в 1901 году.